# Carlo Rizzi (direttore d'orchestra)
Carlo Rizzi (Milano, 19 luglio 1960) è un direttore d'orchestra italiano.
Ha studiato presso il Conservatorio di Milano; si è perfezionato in direzione d'orchestra col maestro Vladimir Delman a Bologna e poi con Franco Ferrara a Siena.

## Carriera
Alla Piccola Scala di Milano nel 1981 è Maestro collaboratore di sala ne Il sosia di Flavio Testi e nel 1982 è Maestro collaboratore di palcoscenico ne La pietra del paragone di Rossini. Al Teatro La Fenice di Venezia nel 1981 suona al pianoforte con Andrea Griminelli nella prima assoluta di Ecce Homo Machina con il Cabaret Voltaire. Nel 1985 vince il Concorso Toscanini a Parma. Nel 1987 debutta al Teatro Verdi (Trieste) dirigendo La figlia del reggimento con Luciana Serra. Debutta nel Regno Unito nel Buxton Festival del 1988 dirigendo Torquato Tasso di Gaetano Donizetti, nella stagione 1989-1990 all'Opera North di Leeds e poi nel 1990 al Royal Opera House, Covent Garden di Londra con La Cenerentola interprete Agnes Baltsa. Ancora al Covent Garden nel 1991 dirige Il barbiere di Siviglia (Rossini) con Jennifer Larmore e Bruce Ford e nel 1992 Così fan tutte ed Il viaggio a Reims con Montserrat Caballé, Renée Fleming, John Aler e Sylvia McNair. Nel 1992 diventa direttore musicale della Welsh National Opera fino al 2001 e ritorna dal 2004 al 2007. Al Teatro La Fenice nel 1992 dirige La traviata con Edita Gruberová, Neil Shicoff, Marcello Giordani e Giorgio Zancanaro. Ancora a Londra nel 1993 in aprile dirige La favorita ed in settembre Madama Butterfly e L'italiana in Algeri con Marilyn Horne. Nell'ottobre 1993 debutta al Metropolitan Opera House di New York con La bohème ed in dicembre Il barbiere di Siviglia con Enzo Dara e nel 1994 il National Council Winners Concert.
Nel 1994 debutta al Teatro alla Scala dirigendo tre concerti con il clarinettista Dimitri Ashkenazy ed all'Opera di Chicago con Il barbiere di Siviglia con Rockwell Blake, Frederica von Stade e Nicolai Ghiaurov. Nel 1995 al Covent Garden dirige Otello (Verdi) ed Aroldo (opera). Nel 1996 debutta all'Opéra National de Paris con Norma (opera) con Carol Vaness, a Londra dirige La traviata con Andrea Rost e Ramón Vargas, Cavalleria rusticana (opera) e Pagliacci (opera) ed al Metropolitan Rigoletto e L'elisir d'amore con Barbara Bonney. Nel 1997 dirige Norma con June Anderson a Chicago, Otto mesi in due ore di Donizetti con Juan Diego Flórez al Covent Garden e Simon Boccanegra con Ferruccio Furlanetto a Parigi. Nel 1998 al Met dirige Madama Butterfly con Catherine Malfitano, Lucia di Lammermoor e La traviata con Ainhoa Arteta ed a Parigi Rigoletto. Nel 1999 al Met dirige Cavalleria rusticana con Dolora Zajick, Pagliacci con Plácido Domingo e Juan Pons ed Aida. Nel 2000 a Londra dirige Tosca (opera) ed al Met Il trovatore. Nel 2001 per l'Edinburgh International Festival dirige Armida (Rossini) con Cecilia Gasdia ed al Met Norma. Nel 2002 al Covent Garden dirige Il trovatore con Dmitri Hvorostovsky, per la Scala Madama Butterfly al Teatro degli Arcimboldi con Daniela Dessì ed Alberto Gazale, al Met Turandot con Andrea Gruber ed a Parigi La Cenerentola con Joyce Didonato. Nel 2004 per la Scala dirige Turandot al Teatro degli Arcimboldi ed al Met Nabucco con Leo Nucci e Samuel Ramey. Nel 2005 a Salisburgo dirige e registra con i Wiener Philharmoniker La traviata con Anna Netrebko e Rolando Villazón, al Teatro comunale Luciano Pavarotti di Modena Il trovatore ed a Edimburgo Don Carlos (opera) con la Welsh National Opera. Nel 2006 al Met dirige Tosca.
Fino al 2007 il maestro ha diretto 176 rappresentazioni del Metropolitan. Nel 2007 debutta al Houston Grand Opera con Aida. Nel 2008 a Venezia dirige La rondine con Fiorenza Cedolins ed a Londra Matilde di Shabran. Al Covent Garden il maestro ha diretto fino al 2009 in 70 occasioni. Nel 2010 a Parigi dirige Don Carlo ed a Houston La dama di picche (opera). Nel 2011 all'Arena di Verona dirige La traviata, all'Opernhaus Zürich Les pêcheurs de perles e La fanciulla del West con Claudio Sgura ed al Théâtre des Champs-Élysées Oberto, Conte di San Bonifacio con Maria Guleghina. Nel 2012 dirige L'Italiana in Algeri a Houston, Salomè (opera) con Chris Merritt al Théâtre de la Monnaie, Simon Boccanegra a Zurigo con Barbara Frittoli, Il turco in Italia ad Amsterdam e La bohème alla Welsh National Opera. Nel 2013 dirige Manon Lescaut al Théâtre de la Monnaie, Madama Butterfly a Zurigo, il Trittico (Puccini) a Copenaghen ed Aida con Michelle DeYoung alla Cincinnati Opera. Nel 2014 a Parigi dirige La fanciulla del West con Sgura, Marco Berti e Matteo Peirone, a Cardiff Guglielmo Tell (opera) e Mosè in Egitto ed a Zurigo Luisa Miller con Nucci. Nel 2015 al Deutsche Oper Berlin dirige La fanciulla del West, al La Monnaie/De Munt di Bruxelles Un ballo in maschera con Marie-Nicole Lemieux, alla Scala Pagliacci con la Cedolins e Berti, Cavalleria rusticana con Elīna Garanča e Mara Zampieri e Tosca con Peirone ed a Cardiff I puritani. Nel 2016 a Chicago dirige Nabucco, alla Scala La cena delle beffe (opera) con Berti e Bruno de Simone, a Cardiff In Parenthesis di Iain Bell, Cavalleria rusticana e Pagliacci ed a Londra In Parenthesis.

## Discografia parziale
- Verdi, Traviata (Salisburgo 2005) - Rizzi/Netrebko/Villazón/WPO, regia Willy Decker, Deutsche Grammophon CD e DVD - ottava posizione in Austria e due dischi di platino
- Verdi, La Traviata - London Symphony Orchestra/Neil Shicoff/Edita Gruberová/Carlo Rizzi/Giorgio Zancanaro, 1992 Teldec
- Florez, Great tenor arias - Florez/Rizzi/Orch. Verdi Milano, 2003 Decca
- The Golden Voice - Academy of Saint Martin in the Fields/Carlo Rizzi/Joseph Calleja, 2005 Decca
- Gounod, Faust (Highlights) - Carlo Rizzi/Cecilia Gasdia/Orchestra of the Welsh National Opera/Samuel Ramey, 1992 Teldec
- Verdi, Opera Choruses - Academy of Saint Cecilia Orchestra/Carlo Rizzi, 1993 Teldec
- Jennifer Larmore, Opera Arias - Carlo Rizzi/Jennifer Larmore/Orchestra of Welsh National Opera, 1996 Teldec
- Salvatore Licitra, The Debut - Salvatore Licitra/London Symphony Orchestra/Carlo Rizzi, 2002 Sony BMG
- Violetta, Arias and Duets from Verdi's La Traviata - Anna Netrebko/Carlo Rizzi/Wiener Philharmoniker, 2005 Deutsche Grammophon
- Gounod, Faust - Alexandru Agache/Brigitte Fassbaender/Carlo Rizzi/Cecilia Gasdia/Chorus of Welsh National Opera/Jerry Hadley/Orchestra of Welsh National Opera/Samuel Ramey/Susanne Mentzer, 1994 Teldec
- Verdi, Rigoletto - Alastair Miles/Alexandru Agache/Barry Banks/Carlo Rizzi/Chorus of Welsh National Opera/Fabrizio Visentin/Geoffrey Moses/Jennifer Larmore/Leontina Vaduva/Orchestra of Welsh National Opera/Patricia Bardon/Paula Bradbury/Peter Sidhom/Rebecca Evans/Richard Leech/Samuel Ramey, 1992 Teldec
- Eaglen, Italian Opera Arias - Carlo Rizzi/Jane Eaglen/Philharmonia Orchestra, 2001 SONY BMG

## DVD & BLU-RAY parziale
- Umberto Giordano: Andrea Chénier (opera) (Teatro Comunale di Bologna, 2006) - José Cura/Maria Guleghina/Armando Ariostini/Carlo Rizzi, Arthaus Musik/Naxos
- Puccini: La fanciulla del West (DNO, 2009) - Lucio Gallo/Carlo Rizzi, Opus Arte/Naxos
- Puccini: La rondine (La Fenice, 2008) - Fiorenza Cedolins/Carlo Rizzi, Arthaus Musik/Naxos
- Verdi: Aida (Bregenz Festival, 2009) - C Major/Naxos
- Verdi, Traviata (Salisburgo 2005) - Rizzi/Netrebko/Villazón/WPO, 2006 Deutsche Grammophon
- Verdi: Il trovatore (Royal Opera House, 2002) - José Cura/Dmitri Hvorostovsky/Carlo Rizzi, Opus Arte/Naxos